# يفجيني مالكين
يفجيني مالكين (مواليد 31 يوليو 1986) هو لاعب هوكي الجليد روسي يلعب في نادي بيتسبرغ بنغوينز.

## روابط خارجية
- يفجيني مالكين على موقع دوري الهوكي الوطني (الإنجليزية)
- يفجيني مالكين على موقع دوري الهوكي للقارات (الإنجليزية)
- يفجيني مالكين على موقع EliteProspects.com (الإنجليزية)
- يفجيني مالكين على موقع Eurohockey.com (الإنجليزية)
- يفجيني مالكين على موقع HockeyDB.com (الإنجليزية)
- يفجيني مالكين على موقع Hockey-Reference.com (الإنجليزية)
- يفجيني مالكين على موقع أوليمبيديا (الإنجليزية)